# Emili Manzano i Mulet
Emili Manzano i Mulet (Palma, 1964) és un periodista mallorquí.
Va estudiar Filologia Hispànica a la Universitat Autònoma de Barcelona. Va iniciar la seva tasca periodística a la premsa escrita col·laborant com a crític literari al Diari de Mallorca, La Vanguardia, ABC o El País. Posteriorment col·laborà a la revista L'Avenç i a les emissores de ràdio Ràdio 4 i Catalunya Ràdio.
L'any 2001 inicià un espai televisiu dedicat al món dels llibres anomenat "Saló de lectura" a Barcelona TV, que presentà fins a l'any 2006. Amb aquest espai Manzano fou guardonat amb el Premi Ondas l'any 2004 com a millor programa local, amb el Premi Nacional de Periodisme, concedit per la Generalitat de Catalunya, i amb el Premi Òmnium Cultura.
El maig de 2006 fou nomenat director de l'Institut Ramon Llull en substitució de Xavier Folch, abandonant el càrrec el desembre del mateix any sent substituït per Josep Bargalló.
El 20 d'abril de 2007 es va començar a emetre el programa "L'hora del lector" pel Canal 33/Televisió de Catalunya conduït per Manzano. Aquest programa es va emetre durant 4 anys i 159 programes, i s'acomiadà el 26 de juny de 2011 amb Miquel Barceló com a convidat.
Des de l'any 2012 presenta, juntament amb Xavier Antich, el programa "Amb filosofia" al Canal 33. "Amb filosofia" acosta a l'audiència els temes, els problemes i les respostes del pensament contemporani per mitjà d'entrevistes a personatges de diferents àmbits professionals relacionats amb la cultura crítica.
Emili Manzano és autor del llibre de ficció Pinyols d'aubercoc publicat per L'Avenç. També va publicar el març del 2004 la traducció Mira a lo lejos, per RBA, obra del filòsof francès Alain Badiou.

## Obra literària
- Pinyols d'aubercoc (L'Avenç. Barcelona, 2007) ISBN 978-84-88839-21-3 L'educació sentimental d'un jove de ciutat en un entorn geogràficament proper, però encara arrelat a la terra i a la seva llengua, és el fil conductor d'una sèrie de proses que constitueixen el debut literari d'Emili Manzano. Els objectes guardats en una calaixera de la casa de Son Peretó Vell i la necessitat d'esclarir una vella història de família, que propicia una decisiva escapada a París, van trenant la crònica de la descoberta d'un món i d'una llengua d'un deliberat to ultralocal. El rescat d'una història i, sobretot, d'un lèxic familiar esdeven una manera de connectar amb un passat recent i alhora remot, la Mallorca d'abans del boom turístic, en un exercici que s'erigeix en una autèntica festa verbal.[5] Aplega catorze proses evocadores de la seva infantesa i joventut a la Mallorca dels anys seixanta i setanta. L'autor recupera la veu i el dir dels seus avis, la llengua com a patrimoni, que li fa dir, al llibre: 'Visc en tres llengües, però moriré en dialecte'. I també: "...una llengua que me fa reviure el meu mite i la presència estimada dels morts. Els vertaders paradisos són individuals."[6]

### Traduccions
Al castellà:
- La educación de la libertad, de Marc Fumaroli (Arcadia/Atmarcadia, 2008) ISBN 978-84-935345-0-9
- Mira a lo lejos, d'Alain Chartier (RBA Libros, tres edicions: 2003, 2007 i 2010) ISBN (2010): 978-84-9867-835-2